# Богомолов, Андрей Анатольевич
Андрей Анатольевич Богомолов (род. 11 апреля 1977, Семипалатинск, Казахская ССР, СССР) — казахстанский футболист, семикратный чемпион Казахстана. С 2022 года — спортивный директор футбольного клуба «Елимай» (Семей).

## Карьера

### Клубная
Начал свою карьеру в 1993 году в футбольном клубе «Спартак» (Семипалатинск), выступавшем с сезона 1994 года под названием «Елимай». Затем играл в чемпионате Казахстана в футбольных клубах «Женис» (Астана), «Кайрат» (Алма-Ата) и «Актобе». Семикратный чемпион Казахстана (по 3 раза становился чемпионом в составах «Елимая» и «Актобе», один раз в составе «Кайрата»).
В декабре 2022 года был назначен спортивным директором возрождённого футбольного клуба «Елимай» (Семей).

### Сборная
Богомолов сыграл 5 матчей за сборную Казахстана по футболу в 2002—2004 годах.
| 1 | Центральный стадион, Алма-Ата | 7 июля 2002     | Эстония    | 1:1 | 72' | Товарищеский матч                    |
| 2 | Национальный стадион, Та-Кали | 12 февраля 2003 | Мальта     | 2:2 | 46' | Товарищеский матч                    |
| 3 | Мунисипал де Шавиш, Шавиш     | 20 августа 2003 | Португалия | 0:1 | 76' | Товарищеский матч                    |
| 4 | Антонис Пападопулос, Ларнака  | 18 февраля 2004 | Латвия     | 1:3 | —   | Кубок Кипрской футбольной ассоциации |
| 5 | ГСЗ, Лимассол                 | 21 февраля 2004 | Кипр       | 1:2 | 63' | Кубок Кипрской футбольной ассоциации |

## Достижения
«Елимай»
- Чемпион Казахстана (3): 1994, 1995, 1998

«Кайрат»
- Чемпион Казахстана: 2004

«Актобе»
- Чемпион Казахстана (3): 2007, 2008, 2009
- Обладатель Кубка Казахстана: 2008
- Обладатель Суперкубка Казахстана: 2008